# Eragon
Eragon – powieść Christophera Paoliniego stanowiąca pierwszą część cyklu Dziedzictwo jego autorstwa. Została opublikowana w 2003 roku przez wydawnictwo Alfred A. Knopf, w Polsce przez Mag. Znajdowała się na liście bestsellerów New York Timesa (dane z 22 kwietnia 2004 r.).
Akcja książki rozgrywa się w krainie Alagaësii, w której miejsce mają przygody młodego chłopca o imieniu Eragon.
Film Eragon oparty na książce światową premierę miał 13 grudnia 2006 r. W Polsce ukazał się 26 grudnia poprzez 20th Century Fox.

## Fabuła
Eragon, piętnastoletni chłopiec z farmy wychowany przez swojego wuja Garrowa, znajduje tajemniczy niebieski kamień w Kośćcu, dzikich, niebezpiecznych górach blisko małej wioski Carvahall, w której mieszka. Eragon żyje w Alagaësii, gdzie rządzi zły król, Galbatorix, który był jednym z wielu Smoczych Jeźdźców zanim jego smoka zabiły urgale. Gdy odmówiono przyznania mu nowego smoka, popadł w obłęd i zamordował resztę Jeźdźców, tym samym przyczyniając się do ich upadku. Po tym wydarzeniu objął on władzę w Alagaësii.
Po nieudanej próbie sprzedania tajemniczego znaleziska - z niebieskiego kamienia, a właściwie jaja - wykluł się mały smok. Smoki uważano za wymarłe, z wyjątkiem Shruikana – smoka Galbatorixa. Eragon wychowywał smoka, którego nazwał Saphirą w ukryciu do czasu, gdy dwie zakapturzone postacie, diabelscy Ra'zacowie przybyli do Carvahall w poszukiwaniu tajemniczego niebieskiego kamienia. Eragonowi z Saphirą i z bajarzem Bromem udało się uciec przed niebezpieczeństwem, ale Garrow nie miał takiego szczęścia. Ra'zacowie zabili wuja Eragona i zniszczyli jego dom. Eragon pamiętając opowieści z przeszłości postanowił zostać jednym ze Smoczych Jeźdźców, których oszalały Galbatorix zamordował, w swoim dążeniu do wielkości i władzy. Wspólnie z Bromem, który wiedział wiele o Smoczych Jeźdźcach, szermierce i magii, Eragon poznawał sposoby jakimi Smoczy Jeźdźcy potrafili zabić nieuchwytnych Ra'zaców.
Po wielu poszukiwaniach Eragon, dzięki pomocy Broma i jego przyjaciela Jeoda, dowiedział się, że Ra’zacowie mają swoją siedzibę w Dras-Leonie. Jednakże, zemsta to nie było to, co Eragon znalazł w Dras-Leonie. Zamiast tego on, Saphira i Brom zostali zwabieni w pułapkę Ra’zaców. Uratował ich tajemniczy nieznajomy, Murtagh. Niestety, Brom został ciężko ranny i wkrótce zmarł, zdążył jednak ujawnić Eragonowi swoją przeszłość. Eragona zaskoczyło to, że Brom również był Jeźdźcem, który stracił swoją smoczycę – również Saphirę. Po śmierci Broma, Eragon wraz z Saphirą i Murtaghiem wędrowali wypatrując kryjówki Vardenów, silnego narodu przeciwstawiającego się królowi, o którym Brom wspomniał w swoich opowiadaniach.
W czasie wędrówki Eragon miał powtarzające się często sny o elfce, zamkniętej w więzieniu i torturowanej. W końcu, Eragon został pojmany i uwięziony w tym samym więzieniu, gdzie przebywała elfka. Murtagh i Saphira z wielką odwagą pomogli Eragonowi w ucieczce (wraz z elfką) z więzienia. Jednak wcześniej Eragon musiał pokonać Cienia, Durzę. Fakt, że takie postacie jak Cień chodzą sobie wolno w jego kraju przekonał Eragona, że Galbatorix urzeczywistnia potworny plan, i że zawarł sojusz z najgorszymi stworzeniami tej krainy. Eragon dowiedział się, poprzez wejście do umysłu elfki, Aryi, że w więzieniu zatruwali jej organizm, a odtrutka znajduje się u Vardenów. Nowy Jeździec napotkał wiele przeszkód na swojej drodze do Vardenów, między innymi armię urgali. Po tych trudach w środku fortecy Vardenów, schowanej pod Górami Beorskimi, Eragon dowiedział się o pakcie zawartym między krasnoludami, elfami i Vardenami i w jaki sposób jajo Saphiry pojawiło się w Kośćcu.
Bohaterowie mogli wreszcie odpocząć, ale bitwa z nadchodzącymi oddziałami urgali z Durzą na czele była nieunikniona. Przechwycona przez Vardenów wiadomość od Galbatorixa wyjaśniała, że król jest w to zamieszany. Wszystko wyglądało na to, że urgale zwyciężą i zajmą fortecę Vardenów, jednak Eragon z pomocą Aryi i Saphiry zabił Cienia, lecz ceną za to była straszliwa rana na jego plecach, oszpecająca jego ciało. Wkrótce po tym Vardeni pokonali urgale. Po bitwie wspomnienia Cienia próbowały opanować umysł Eragona, jednak wtedy z pomocą przyszedł mu nieznajomy – Kaleka Uzdrowiony i osłonił chłopaka przed niszczącym wpływem Cienia. Książka kończy się po bitwie.

## Informacje o wydaniu
Knopf wydał „wersję deluxe” książki w sierpniu 2004 roku. Ta wersja zawiera powiększoną mapę Alagaësii, która jest odseparowana od książki. Zawiera również informacje o językach występujących w książce (Pradawnej Mowie, krasnoludzkim i urgalskim) oraz rysunek Zar'roca, miecza Eragona. Na końcu książki znajduje się pierwszy rozdział następnej części Dziedzictwa, Najstarszy.